# 16회 농심 신라면배 세계바둑 최강전
16회 농심 신라면배 세계바둑 최강전은 대한민국, 중국, 일본의 국가대항 단체전으로 중국이 우승했다.  

## 대국 결과
| 대국 | 대국일자 | 대국일자  | 차전  | 장소                         | 승자             | 패자                   | 결과             | 기보                             |
| ---- | -------- | --------- | ----- | ---------------------------- | ---------------- | ---------------------- | ---------------- | -------------------------------- |
| 1    | 2014년   | 10월 21일 | 1차전 | 중국 베이징 한국문화원       | 이치리키 료 七단 | 변상일 三단            | 156수 백 불계승  | [ 깨진 링크 ( 과거 내용 찾기 ) ] |
| 2    | 2014년   | 10월 22일 | 1차전 | 중국 베이징 한국문화원       | 퉈자시 九단      | 이치리키 료 七단       | 215수 흑 불계승  | [ 깨진 링크 ( 과거 내용 찾기 ) ] |
| 3    | 2014년   | 10월 23일 | 1차전 | 중국 베이징 한국문화원       | 강동윤 九단      | 퉈자시 九단            | 221수 흑 불계승  | [ 깨진 링크 ( 과거 내용 찾기 ) ] |
| 4    | 2014년   | 10월 24일 | 1차전 | 중국 베이징 한국문화원       | 강동윤 九단      | 이다 아쓰시 八단       | 157수 흑 불계승  | [ 깨진 링크 ( 과거 내용 찾기 ) ] |
| 5    | 2014년   | 11월 28일 | 2차전 | 부산 농심호텔                | 왕시 九단        | 강동윤 九단            | 217수 흑 불계승  | [ 깨진 링크 ( 과거 내용 찾기 ) ] |
| 6    | 2014년   | 11월 29일 | 2차전 | 부산 농심호텔                | 왕시 九단        | 무라카와 다이스케 七단 | 168수 백 불계승  | [ 깨진 링크 ( 과거 내용 찾기 ) ] |
| 7    | 2014년   | 11월 30일 | 2차전 | 부산 농심호텔                | 왕시 九단        | 안성준 五단            | 234수 백 불계승  | [ 깨진 링크 ( 과거 내용 찾기 ) ] |
| 8    | 2014년   | 12월 1일  | 2차전 | 부산 농심호텔                | 왕시 九단        | 고노 린 九단           | 145수 흑 불계승  | [ 깨진 링크 ( 과거 내용 찾기 ) ] |
| 9    | 2014년   | 12월 2일  | 2차전 | 부산 농심호텔                | 박정환 九단      | 왕시 九단              | 246수 백 불계승  | [ 깨진 링크 ( 과거 내용 찾기 ) ] |
| 10   | 2014년   | 12월 3일  | 2차전 | 부산 농심호텔                | 이야마 유타 九단 | 박정환 九단            | 155수 흑 불계승  | [ 깨진 링크 ( 과거 내용 찾기 ) ] |
| 11   | 2015년   | 3월 3일   | 3차전 | 중국 상하이 그랜드센트럴호텔 | 이야마 유타 九단 | 미위팅 九단            | 165수 흑 불계승  | [ 깨진 링크 ( 과거 내용 찾기 ) ] |
| 12   | 2015년   | 3월 4일   | 3차전 | 중국 상하이 그랜드센트럴호텔 | 김지석 九단      | 이야마 유타 九단       | 265수 흑 4집반승 | [ 깨진 링크 ( 과거 내용 찾기 ) ] |
| 13   | 2015년   | 3월 5일   | 3차전 | 중국 상하이 그랜드센트럴호텔 | 롄샤오 七단      | 김지석 九단            | 228수 백 불계승  | [ 깨진 링크 ( 과거 내용 찾기 ) ] |

결과: 중국 우승 (6승 3패, 스웨 九단은 출장하지 않음), 대한민국 준우승 (4승 5패), 일본 3위 (3승 5패)